# M46 (Kampfpanzer)
Der Kampfpanzer M46 war der erste Main Battle Tank (MBT) aus US-amerikanischer Produktion und wurde in der Anfangszeit des Kalten Krieges eingesetzt. Die offizielle Bezeichnung des Army Department lautete: „M46 Medium Tank – 90 mm Gun“.

## Geschichte
Das Fahrzeug, bei dem es sich im Grunde um einen stark verbesserten M26 (Pershing) handelte (wodurch er dann auch eigene Typbezeichnung und Namen erhielt), wurde in verschiedenen Modellvarianten in einer nur geringen Zeitspanne von Mitte der 1940er bis in die frühen 1950er Jahre verwendet und dann durch den M47 (Patton) ersetzt. Er war der erste von drei US-Panzern, die den Namen Patton trugen (der M46 wurde allerdings nur inoffiziell so genannt).
Der M46 hatte während des Koreakrieges die Hauptlast der gepanzerten Operationen zu tragen, da die gleichzeitig eingesetzten Panzer M24 (Chaffee) und M4 (Sherman) nicht bzw. nicht mehr den gestellten Anforderungen entsprachen. Verwendet wurde der M46 auch von anderen Verbündeten der Vereinigten Staaten im Kalten Krieg, insbesondere den NATO-Streitkräften.
Gemäß dem Konzeptionswechsel bei der US-Panzertruppe wurde im Mai 1945 der bisher als schwerer Kampfpanzer eingeordnete M26 (Pershing) zum mittleren Kampfpanzer zurückgestuft. Das ganze Fahrzeug wurde als äußerst unbefriedigend angesehen. Beweglichkeit, Geländegängigkeit und Höchstgeschwindigkeit entsprachen nicht dem, was von einem Panzer erwartet wurde. Obwohl er den M4A3 (Sherman) ersetzen sollte, hatte man – bei erheblich höherem Gewicht – das Triebwerk des Vorgängers und ein anfälliges Getriebe verwendet. Die Vorteile von besserer Bewaffnung und Schutz wurden durch das höhere Gewicht wieder zunichtegemacht.
Im Januar 1948 begann die Arbeit an einer verbesserten Version, bei der zunächst das zu schwache Triebwerk des M4A3 durch einen Continental AV-1790-3 Motor und ein Allison CD-850-1 Getriebe ersetzt wurden. Diese Ausführung wurde zunächst als M26E2 bezeichnet. Bedingt durch die hohe Zahl an Verbesserungen, bestimmte das Ordnance Corps, dass das Gerät eine eigenständige Bezeichnung erhalten sollte. Als die Produktion im November 1949 anlief, hatte der Panzer nicht nur ein neues Triebwerk und die Hauptwaffe einen Rauchabsauger bekommen; überdies wurde entschieden, dem Fahrzeug eine neue Typbezeichnung zu geben.
Insgesamt wurden 1160 M26 umgebaut: 800 Stück zum M46, 360 Stück zum M46A1.

## Kampfeinsätze

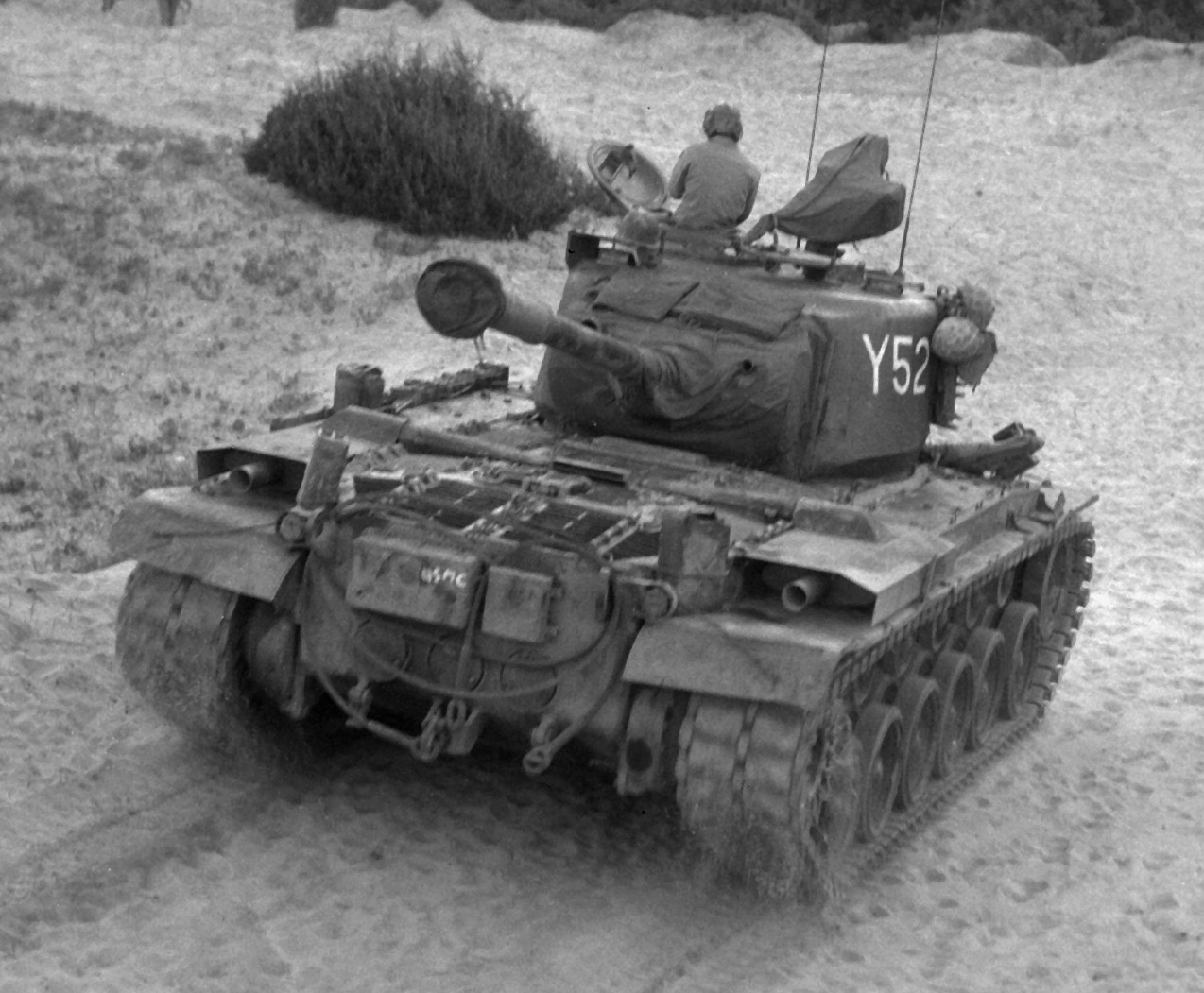
USMC M46 in Korea, 8. Juli 1952.

Der M46 Panzer war nur im Koreakrieg in Kampfeinsätze verwickelt. Er war dem nordkoreanischen T-34-85 überlegen, allerdings kam es zwischen beiden nur zu wenigen Kampfhandlungen.
Exportiert wurde der M46 unter anderem nach Italien, Belgien und Frankreich.

## Varianten
- M26E2/M46 – M26/A1 Pershing verbessert mit einem Continental-V-12-Motor und einem anderen Getriebe. Die Auspufftöpfe wurden auf die hinteren Kettenabdeckungen verlegt und die Kanone M3A1 90 mit einem Rauchabsauger versehen.
- M46A1 – Verstärkte Bremsen und Motorkühlung, sowie modernisierte elektrische Ausstattung, ein AV-1790-5B Motor und CD-850-4 Getriebe.

## Nutzerstaaten
- Belgien
- Frankreich
- Italien
- Vereinigte Staaten